# Brachythecium camptothecioides
Brachythecium camptothecioides là một loài rêu trong họ Brachytheciaceae. Loài này được Takaki mô tả khoa học đầu tiên năm 1955.